# Escolàstic de Ravenna
Escolàstic (en llatí Scholasticus) fou exarca de Ravenna del 713 al 726.
Va ser nomenat exarca el 713 al mateix temps que Anastasi II es convertia en emperador romà d'Orient enderrocant al monotelita emperador Filípic Bardanes. Escolàstic va rebre l'ordre d'entregar al Papa Constantí I una carta en la qual l'emperador es declarava partidari de l'ortodòxia i demanava l'amistat entre Roma i Constantinoble, tal com explica Pau Diaca.
El va succeir Pau el 726.